# Nikolskoje (Kraj Kamczacki)
Nikolskoje (ros. Никольское) – wieś (ros. село, trb. sieło) rejonowa i jedyna miejscowość rejonu aleuckiego Kraju Kamczackiego Rosji. Znajduje się na Wyspie Beringa.
Liczy 752 osoby (2005), a jej populacja od co najmniej 1989 roku przedstawia tendencję do zmniejszania się. Jest jedynym i ostatnim miejscem, w którym żyją jeszcze osoby znające dialekty języka aleuckiego: miednowski i beringowski – mniej niż 10 dla każdego z nich.
Wieś została założona w 1826 roku przez przesiedleńców z wyspy Atka (Aleuty). Jeszcze w latach 60. XX wieku była jedną z czterech wsi na archipelagu Wysp Komandorskich; obecnie pozostaje już jedyną. W referendum w 2005 roku mieszkańcy opowiedzieli się przeciw likwidacji samorządowej administracji rejonowej i przyłączeniu do innej jednostki.
We wsi znajduje się przedszkole, szkoła i szpital.
Znajduje się tu dyrekcja Komandorskiego Rezerwatu Biosfery.